# Amerindis de Florida
|  | Aquest article tracta sobre la tribu ameríndia de Florida. Si cerqueu el gènere de plantes, vegeu «Mayaca (gènere)». |

Els amerindis de Florida eren els pobles amerindis que van viure en el que ara es coneix com a Florida durant més de 12.000 anys abans del moment del primer contacte amb els europeus. Els indígenes de la Florida havien mort en gran part pel segle xviii. Alguns apalachees emigraren a Louisiana, on els seus descendents viuen encara, alguns supervivents van ser portats a Cuba i Mèxic pels espanyols al segle xviii, i uns pocs supervivents poden haver estat absorbits per les tribus seminola i miccosukee.

## Paleoamericans

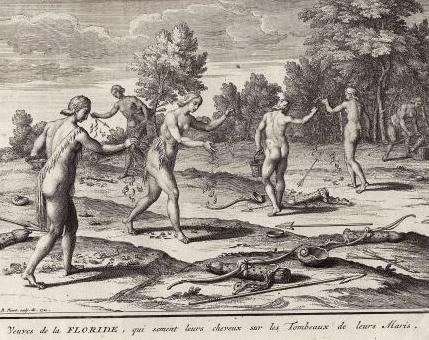
Amerindis de Florida, dibuix de 1723

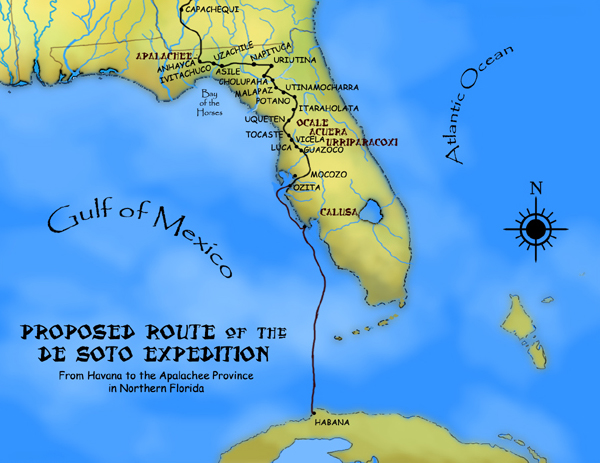
Mapa de la probable ruta d'Hernando de Soto per Florida

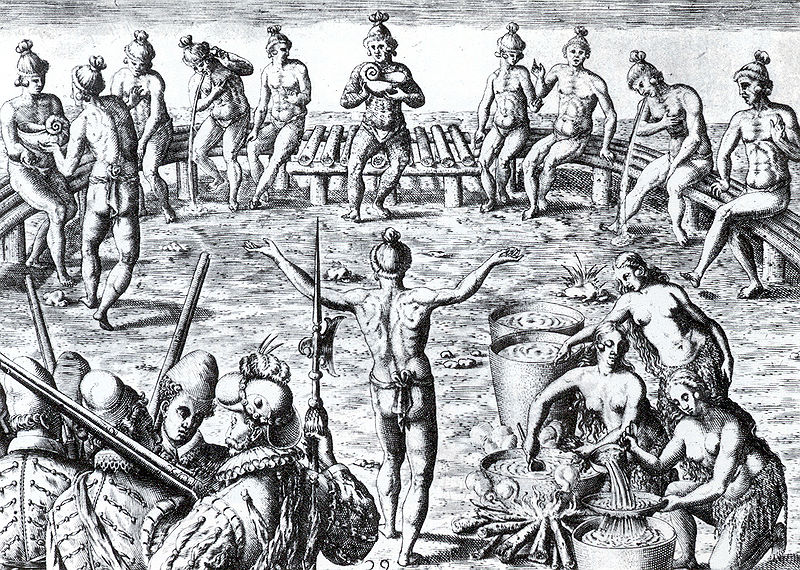
Timucues prenent la beguda negra

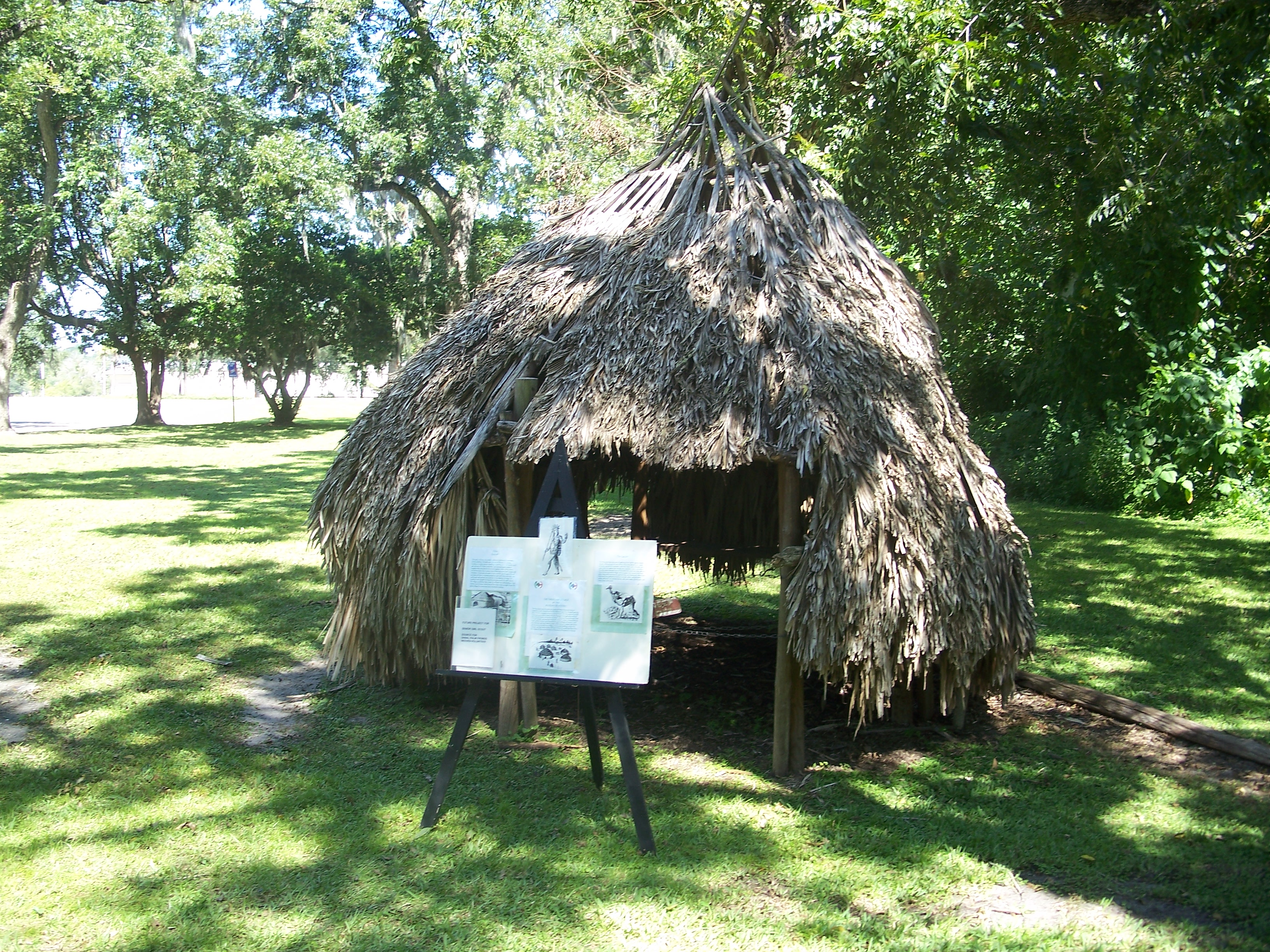
Reconstrucció d'una cabana timucua

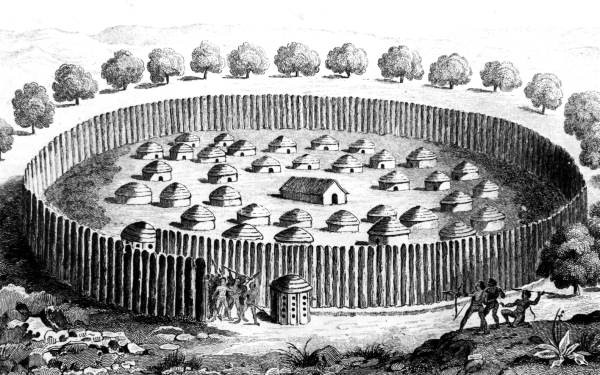
Vila timucua segons Le Moyne de Morgues

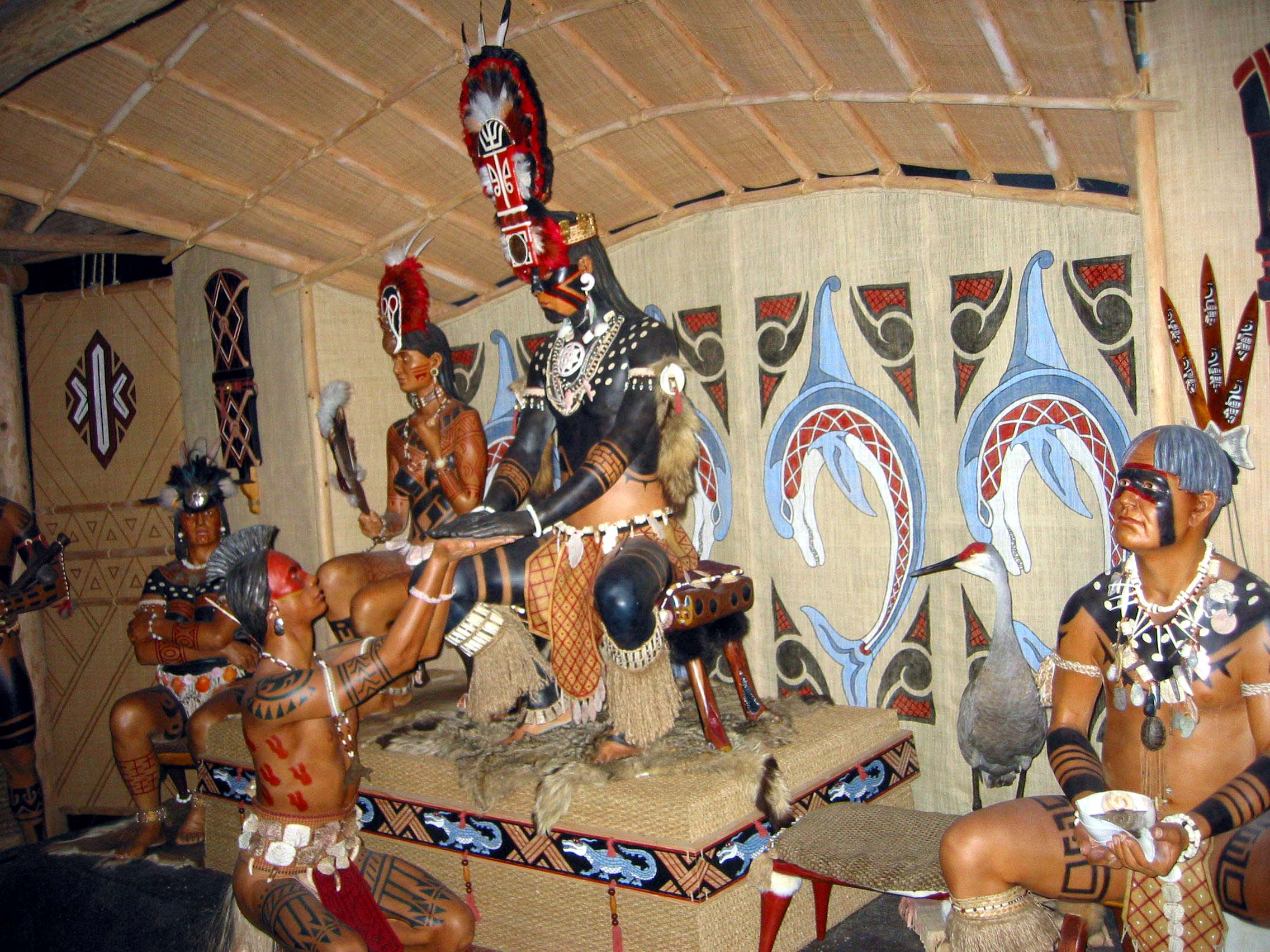
Reproducció d'una cabana amb líders calusa

L'ésser humà va arribar a Florida abans de l'extinció de la megafauna del Plistocè. Les restes humanes i / o artefactes s'han trobat en associació amb les restes d'animals del Plistocè en una sèrie de llocs a Florida. Un os tallat que representa un mamut es va trobar prop de Vero Beach ha estat datat fa 13.000 a 20.000 anys. Els artefactes recuperats al jaciment prehistòric de Page-Ladson daten de 12.500 a 14.500 anys. L'evidència que una tortuga gegant va ser cuinada en la seva closca a Little Salt Spring data d'entre fa 12.000 i 13.500 anys. Restes humanes i artefactes també s'han trobat en associació amb restes d'animals del Plistocè a Devil's Den, Melbourne, Warm Mineral Springs, i el Cutler Fossil Site. Un crani de bisó antic amb una punta de projectil incrustada s'ha trobat al riu Wacissa. Altres llocs importants paleoamericans a Florida inclouen Harney Flats al Comtat de Hillsborough, el jaciment Nalcrest i Silver Springs.
El medi ambient a Florida a la fi del Plistocè era molt diferent de l'actual. A causa de l'enorme quantitat d'aigua congelada als indlandsis durant l'últim període glacial, el nivell del mar era almenys 100 metres més baix del que és avui. Florida tenia gairebé el doble de superfície de terra que ara, la seva taula d'aigua era molt menor, i el seu clima era més fred i més sec. Hi havia pocs rius o fonts de funcionament en la part de Florida que està ara sobre el nivell del mar. Les poques fonts d'aigua a l'interior de Florida van ser forats de secà i llacs d'aigua alçats dels dipòsits relativament impermeables de margues i profundes dolines parcialment ocupats per molls.
Amb aigua disponible només en els pous d'aigua dispersos, els animals i els éssers humans haurien hagut de congregar-se en els pous d'aigua per beure. La presència de concentracions d'animals també hauria atret caçadors. S'han trobat molts artefactes paleoamericans i ossos d'animals amb marques d'esquarterant als rius de Florida, on les dolines profundes a la llera haurien proporcionat l'accés a l'aigua. S'han trobat jaciments amb artefactes paleoamericans també a les valls fluvials inundades 5,2 metres sota el Golf de Mèxic, i han estat identificats jaciments sospitosos fins a 32 kilòmetres de la costa sota 12 metres d'aigua. La meitat dels llocs paleoamericans a Florida poden estar sota l'aigua en el Golf de Mèxic. Els materials dipositats a la fi del Plistocè i principis de l'Holocè en pous als llits dels rius estaven coberts per llim i segellats en el seu lloc abans que el nivell freàtic va pujar prou alt per crear rius, i les capes es van mantenir inalterades fins que foren excavades pels arqueòlegs. Aquests dipòsits conserven els materials orgànics, inclosos els ossos, ivori, fusta i altres restes vegetals.
Els arqueòlegs han trobat evidència directa que els paleoamericans a Florida caçaven mamuts, mastodonts, bisons antics i tortugues gegants. Els ossos d'altres animals grossos i petits, incloent Peresós gegant, tapirs, cavalls, camèlidss, cérvols, peixos, tortugues, mol·luscs, serps, ossos rentadors, opòssums, i rates mesqueres s'associen amb jaciments paleoamericans.

### Eines de pedra
Els materials orgànics no estan ben conservats en el clima càlid, humit i els sòls sovint àcids de Florida. Els materials orgànics que poden ser datats a través de la datació basada en el carboni 14 són rars en llocs paleoamericans a Florida, generalment es troben només on el material ha estat sota l'aigua de forma contínua des de l'època paleoamericana. Les eines de pedra són, per tant, sovint les úniques pistes sobre la data de llocs prehistòrics sense ceràmica a Florida.
Les puntes de projectils (probablement utilitzades en llances, l'arc i les fletxes no apareixen fins molt de temps després) tenen formes distintives que poden ser bastant fiables assignades a períodes específics. Sobre la base dels artefactes de pedra, Bullen divideix la Florida pre-arcaica en quatre períodes, Paleoamerindi Inicial (10.000-9.000 BCE), Paleoamerindi Tardà (9000-8000 aC), Dalton Inicial (8000-7000 C.), i Dalton Tardà (7000-6000 aC). Purdy defineix una seqüència simple, Paleoamericà (10000-8000 aC, equivalent a Bullen Inicial i Paleoamericà Tardà) i Paleo Tardà (8000-7000 aC, equivalent al Dalton de Bullen Inicial). Descobriments posteriors han empès el començament del període paleoamericà a Florida en una data anterior. El benestar material de data més primerenca del període Paleoamericà a Florida és del jaciment Page-Ladson, on les puntes semblants a puntes Clovis trobades a Cactus Hill s'han recuperat dels dipòsits que daten 14.588-14.245 anys naturals calibrats BP (12.638-12.295 aC), uns 1.500 anys abans de l'aparició de la cultura Clovis. Milanich situa la fi del període paleoamerindi en el 7.500 BCE. Durant el període Paleoamericà inicial a Florida, abans de fa 10.000 anys, les puntes de projectil usades a Florida eren puntes Beaver Lake, Clovis, Folsom, Simpson, Suwannee, Tallahassee i Santa Fe. Les puntes Simpson i Suwannee són les puntes paleoamericanes inicials més comunes que es troben a Florida. En el període paleoamericà tardà, fa 9.000 a 10.000 anys (8000-7000 aC), s'usaven les puntes Bolen, Greenbriar, Hardaway de banda dentada, Dalton i Marianna amb la punta Bolen com a més trobada.
La majoria de les puntes de projectil associades amb els primers paleoamericans s'han trobat als rius. Les puntes de projectil del període paleoamericà tarda, particularment puntes Bolen, sovint es troben en els llocs de secà, així com als rius.
Els paleoamericans a Florida usaven una gran varietat d'eines de pedra, a més de puntes de projectil. Aquestes eines inclouen fulles, raspadors de diversos tipus, argalleres, burins, cisells, i boles de pedra. Algunes de les eines, com el raspador Hendrix del període paleoamericà inicial, i el rascador Edgefield de l'últim període paleoamericà, són prou distintius per ajudar a datar els dipòsits.

### Altres eines
A alguns jaciments subaquàtics a Florida s'han trobat artefactes paleoamericans d'ivori, os, banya, petxina i fusta. Un tipus d'artefacte que es troba als rius al nord de la Florida és el fust d'ivori. Un extrem d'un fust és unit a una punta de projectil amb brea i tendons. L'altre extrem és assenyalat, i muntat a pressió en un eix de fusta. Els fusts eren fets d'ivori de mamut, o, possiblement, en alguns casos, d'ivori de mastodont. Un "gallet" de petxina pot ser d'un atlatl (llença-venables). Altres eines inclouen una agulla feta d'os, agulles de doble punta, part d'un morter tallat en un tronc de roure, i un boomerang sense retorn o pal llancívol fet de roure.

## Període Arcaic
El període Arcaic a Florida va durar des 7.500 o 7000 aC fins al voltant del 500 aC. Bullen divideix aquest període en el Dalton tardà, Arcaic preceràmic inicial, Arcaic preceràmic mitjà, Arcaic preceràmic tardà, períodes de transició Orange i Florida. Purdy els va dividir en un període Arcaic Preceràmic i un període ceràmic inicial. Milanich es refereix a períodes arcaics inicial (7500-5000 aC), mitjà (5000-3000 aC) i tardà (3000-500 aC) a Florida.
Diverses cultures es fan distingibles a Florida a mitjans i finals del període arcaic. Al nord-est de Florida, el període Mount Taylor preceràmic (5000-2000 aC) va ser seguit per la ceràmica cultura Orange ceràmica (2300-500 aC). La cultura Norwood a la regió apalachee de Florida (2300-500 aC), va ser contemporània de la molt similar cultura Orange. El complex Elliott's Point de l'Arcaic Tardà, que es troba a la península de Florida des del delta del riu Apalachicola cap a l'oest, pot haver estat relacionat amb la cultura Poverty Point. L'àrea al voltant de la badia de Tampa i al sud-oest de Florida (de Charlotte Harbor a Ten Thousand Islands) tenia cadascuna cultures regionals ceràmiques encara sense nom de l'Arcaic Tardà.

## Període postarcaic
Els jaciments i cultures prehistòriques a l'est dels Estats Units i sud-est del Canadà que van seguir al període arcaic es col·loquen generalment al període Silvícola (1000 aC - 1000 dC) o en la posterior cultura del Mississipi (800 o 900-1500). El període Silvícola es defineix pel desenvolupament de la tecnologia, incloent la introducció de la ceràmica i (al final del període Woodland) l'arc i la fletxa, l'adopció de l'agricultura, construcció de monticles i l'increment del sedentarisme. Aquestes característiques es desenvoluparen i distribuïren per separat. El sedentarisme i la construcció de monticles apareixen al llarg de la costa sud-oest (cf. illa de Horr) i en la part inferior de la vall del Mississipi (cf. Watson Brake i Poverty Point) molt abans del final del període arcaic. La ceràmica aparèixer poc després al llarg de la costa del sud-est dels Estats Units. L'agricultura es propagà i intensificà a tota la zona boscosa en els períodes culturals Silvícola i del Mississipi, però va aparèixer al centre nord i nord-est de Florida només després del 700, i no hi havia penetrat a la part mitjana i baixa de la península de Florida en el moment del primer contacte amb els europeus.

### Cultures postarcaiques a Florida
| Cultura definida                                 | Cultura definida                                 | Període             | Zona geogràfica                                                                                           |
| Cultura Belle Glade                              | Cultura Belle Glade                              | 1050 BCE - Històric | Conca del llac Okeechobee i vall del riu Kissimmee                                                        |
| Cultura Glades                                   | Cultura Glades                                   | 550 BCE - Històric  | Everglades, sud-est de Florida i Keys de Florida                                                          |
| Cultura Manasota                                 | Cultura Manasota                                 | 550 BCE - 800 CE    | Costa central peninsular del golf de Florida                                                              |
| Cultura St. Johns                                | Cultura St. Johns                                | 550 BCE - Històric  | est i centre Florida                                                                                      |
| Cultura Caloosahatchee                           | Cultura Caloosahatchee                           | 500 BCE - Històric  | Charlotte Harbor a Ten Thousand Islands                                                                   |
| Cultura Deptford - Regió del Golf                | Cultura Deptford - Regió del Golf                | 500 BCE–150/250 CE  | Costa del golf a la frontera Florida/Alabama a Charlotte Harbor, sud-oest de Geòrgia, sud-est d'Alabama   |
| Cultura Deptford - Regió Atlàntica               | Cultura Deptford - Regió Atlàntica               | 500 BCE–700 CE      | Costa atlàntica des de la desembocadura del riu St. Johns, Florida a Cap Fear, Carolina del Nord          |
| Cultura Swift Creek                              | Cultura Swift Creek                              | 150–350             | Florida Panhandle oriental i sud de Geòrgia                                                               |
| Cultura Santa Rosa-Swift Creek                   | Cultura Santa Rosa-Swift Creek                   | 150–350             | Florida Panhandle occidental                                                                              |
| Cultura Weeden Island 100–1000 CE                | Weeden Island I, including                       | 100–700             | Florida Panhandle, costa nord peninsular del Golf a Florida, interior nord Florida, i sud-oest de Geòrgia |
| Cultura Weeden Island 100–1000 CE                | - Cultura Cades Pond                             | 200–750             | centre-nord Florida                                                                                       |
| Cultura Weeden Island 100–1000 CE                | - Cultura McKeithen Weeden Island                | 200–700             | nord Florida                                                                                              |
| Cultura Weeden Island 100–1000 CE                | Weeden Island II, inclou                         | 750–1000            | Florida Panhandle, costa nord peninsular del Golf a Florida, i sud-oest de Geòrgia                        |
| Cultura Weeden Island 100–1000 CE                | - Cultura Wakulla                                | 750–1000            | Florida Panhandle                                                                                         |
| Cultura Alachua                                  | Cultura Alachua                                  | 700 - Històric      | centre-nord Florida                                                                                       |
| Cultura Suwannee Valley                          | Cultura Suwannee Valley                          | 750 - Històric      | nord Florida                                                                                              |
| Cultura Safety Harbor                            | Cultura Safety Harbor                            | 800 - Històric      | costa central peninsular del Golf a Florida                                                               |
| Cultura Fort Walton - una cultura del Mississipi | Cultura Fort Walton - una cultura del Mississipi | 1000 - Historic     | Florida Panhandle i sud-oest Geòrgia                                                                      |
| Cultura Pensacola - una cultura del Mississipi   | Cultura Pensacola - una cultura del Mississipi   | 1250 - Històric     | part occidental del Florida Panhandle, sud d'Alabama i sud del Mississipi                                 |

## Període històric
Els europeus van trobar molts grups de pobles indígenes a Florida. La informació registrada en diversos grups oscil·la entre nombrosos informes detallats a la mera menció d'un nom. Alguns dels pobles indígenes han estat en el sistema de missions espanyoles a Florida, altres tenien contacte esporàdic amb els espanyols sense haver passat pel sistema de missions, però molts dels pobles es coneixen només de menció dels seus noms en registres històrics. Tots aquests pobles eren essencialment extint a Florida a la fi del segle xviii.
La majoria van morir a causa de l'exposició a les malalties infeccioses d'Euràsia, com laverola i el xarampió, als quals no tenien immunitat, i altres van morir a causa de la guerra: tant amb els espanyols com amb els colons anglesos de les Carolines i els seus aliats indis. Uns altres van ser reduïts a l'esclavitud pels espanyols (al segle xvi) i pels anglesos i els seus aliats indis (a la fi del segle xvii i segle xviii). Els pocs supervivents van emigrar de Florida, principalment a Cuba i Nova Espanya (Mèxic) amb els espanyols, ja que va cedir la Florida a Gran Bretanya en 1763 després de la Guerra dels Set Anys, encara que alguns apalachee marxaren a Louisiana, on encara hi viuen els seus descendents.

### Els pobles indígenes trobats pels europeus
En aquesta secció s'inclouen els noms de tribus, cacicats i pobles trobats pels europeus a l'actual estat de Florida en els segles xvi i xvii.
- ais - Vivien al llarg d'Indian River Lagoon en el segle xvii i van mantenir contacte amb els espanyols a Saint Augustine.
- Alafay (Alafaes, Alafaia, Elafay, Costa, Alafaia/Alafaya/Alafeyes Costas) -molt relacionats o part de Pohoy.
- Amacano - Es creu que eren situats a la costa occidental del Florida panhandle en el segle, i eren aliats i parlaven la mateixa llengua que els chine i pacara.[29] Estaven en guerra amb els apalachee en la dècada de 1630, però s'havien assentat a la província d'Apalache en 1674. Poden haver estat una banda dels yamasee.[30] La missió espanyola de San Luís "a la costa marina" servia tres viles que incloïen membres de les tribus amacano, caparaz i chine.[31]
- Apalachees - Una tribu important i l'àncora occidental del sistema de missió. Un romanent emigrà a Louisiana, on viuen els seus descendents.
- Apalachicola - Vivien a l'oest dels apalachee, podien haver parlat una llengua muskogi.[29] Identificats com a baixos creeks[32]
- Boca Ratones - Coneguts només dels registres de l'intent de missió de 1743 a badia de Biscayne.[33]
- Bomto (Bonito) - coneguts només des de la meitat del segle xviii com a relacionts amb mayaca i jororo i enemics de Pohoy.[34]
- Calusa - Una gran tribu centrada al riu Caloosahatchee, políticament dominant sobre les altres tribus al sud de Florida. Els espanyols es van mantenir en contacte amb ells, però no van tenir èxit en els intents missioners.
- Caparaz - Hann especula que els caparaz era la vila surruque de Caparaca.[35] Però els caparaz són esmenats com una de les tres tribus utilitzades per la missió espanyola de San Luís "a la costa marina", junt amb membres de les tribus amacano i chine, i qualsevol tribu del Florida panhandle.[31] Sinònim de Pacara[36]
- Chatots (Chacato, Chactoo) - Situat a l'alt de les conques dels rius Apalachicola i Chipola. Relacionats d'alguna manera amb els Pensacola. Els espanyols establiren tres missions en aquesta tribu a la part alta del riu Apalachicola.
- Chine - Es creu que es troba a la costa oest de península de la Florida al segle xvii, i eren aliats i parlaven el mateix idioma que els amacano i pacara.[29] La missió espanyola de San Luís "a la costa del mar" servia tres viles que incloïa membres de les tribus amacano, caparaz i chine.[31] També s'ha dit que eren una branca dels chatot.[37]
- Costas - Nom aplicat diverses vegades als Ais, Alafaes, indis dels Keys i Pojoy, i algunes vegades als refugiats no identificats vora St. Augustine.[38]
- Guacata (Vuacata) - Hernando de Escalante Fontaneda afirmava que els guacata eren part dels ais i que els guacata parlaven la mateixa llengua que els ais i jaega.[39]
- Guazoco o guacozo - Vila vora la part alta del riu Withlacoochee travessada per l'expedició de De Soto. Aquest va ser el més llunyà al sud que els espanyols va trobar el conreu del blat de moro.[40]
- Guale - Originalment vivien al llarg de la costa central de Geòrgia; els supervivents dels atacs anglesos i dels seus aliats indis els obligaren a marxar de Geòrgia a Florida.
- Jaega - Vivien al llarg de la costa atlàntica de Florida al sud dels ais, aquest grup eren subjectes als ais, o potser eren una branca menor.
- Jobe (Hobe) - Una vila Jaega.
- Jororo - Una petita tribu de l'alta conca del riu St. Johns, relacionats amb els mayaca, i posats sota el sistema de missions espanyoles a finals del segle xvii.
- Indis dels Keys - Nom que donaren els espanyols als indis que vivien als Keys de Florida a mitjans del segle xviii, probablement formada per refugiats calusa i d'altres tribus del nord.
- Luca - Vila vora el riu Withlacoochee al nord dels Guazoco, travessada per l'expedició de De Soto.[40]
- Macapira o Amacapira - Coneguts només com a refugiats a St. Augustine a mitjans del segle xvii, en companyia dels jororo i pojoy.[41]
- Mayaca - Petita tribu de la conca l'alt riu St. Johns, relacionada amb els jororos, i posada sota el sistema espanyol de missions al segle xvii.
- Mayaimi - Vivien al voltant del llac Okeechobee, van tenir un contacte molt limitat amb els europeus.
- Mayajuaca - Mencionats per Fontaneda en associació amb els Mayaca.[42]
- Mocogo (Mocoço, i.e., Mocoso?)
- Mocoso - Regne de la banda est de la badia de Tampa en temps de l'expedició de De Soto, havien desaparegut en la dècada del 1560.[43]
- Muklasa - Ciutat afiliada als alibamus o koasatis (potser parlaven una llengua relacionada), es deia que s'havien traslladat a Florida després de la Guerra Creek.[44]
- Muspa - Vila vora l'illa de Marco subjecta als calusa, nom posteriorment aplicat als pobles que vivien al voltant de Charlotte Harbor.
- Osochi - Podria haver estat una vila timucua,[45]
- Pacara - Es creu que es trobaven a la costa oest del Florida panhandle al segle xvii, i eren aliats i parlaven el mateix idioma que els amacano i chine.[29]
- Pawokti - Vila associada als tawasa, poble que havia estat recol·locat al Florida panhandle.[46]
- Pensacoles - Vivien al Florida panhandle. Podrien haver parlat la mateixa llengua que els chatot.[29]
- Pohoy - Regne de la badia de Tampa en el segle xvii, refugiats dels atacs d'Uchise a diversos llocs de Florida a començament del segle xviii.
- Santa Luces - Tribu esmentada breument en els registres espanyols de mitjans del segle xviii. Santa Lucia va ser el nom que els espanyols van donar a una ciutat ais on havien tractat d'establir un fort i una missió en el segle xvii.[47]
- Surruque - Tribu que vivia al nord dels ais, possiblement relacionada amb ais o jororos i mayacas.
- Tekesta - Vivien al sud-est de Florida. Els espanyols van fer alguns intents d'establir una missió entre ells.
- Timucua - El grup de pobles més gran al nord-est de Florida i sud-est de Geòrgia que parlaven un idioma comú. Molts dels parlants timucua van ser portats al sistema de missió. Altres pobles de parla timucua són escassament coneguts. Coneguts per ser part d'aquest gran grup, llunyanament associats, són els següents: 
  - Acuera - Vivien al voltant del riu Klawaha, part del sistema de missions.
  - Agua Fresca - Vivien al llarg del mig riu St. Johns, part del sistema de missions.
  - Arapaha - Podrien haver viscut al sud de Geòrgia.
  - Ibi - Vivien al sud de Geòrgia, part del sistema de missions.
  - Itafi (o Icafui) - Vivien al sud-est de Geòrgia, part del sistema de missions. Els supervivents dels atacs dels anglesos i els seus aliats indis podrien haver estat recol·locats a Florida.
  - Mocama - Vivien al llarg de la costa al nord-est de Florida i sud-est de Geòrgia, part del sistema de missions.
    - Saturiwa - Regne en el baix riu St. Johns, part del sistema de missions,
    - Tacatacuru - Regne a l'illa Cumberland, Geòrgia. Els supervivents dels atacs dels anglesos i els seus aliats indis podrien haver estat recol·locats a Florida.

  - Utina septentrional (o pròpiament timucua) - Vivien al centre-nord de Florida, part del sistema de missions,
  - Ocale - Vivien al centre-nord de Florida, part del sistema de missions.
  - Oconi - Vivien al sud-est de Georgia.
  - Onatheagua - Vivien al centre-nord de Florida, potser identificables amb els Utina septentrionals
  - Potano - Cacicat al centre-nord de Florida, part del sistema de missions.
  - Tucururu - Vivien al llarg de la costa al nord-est de Florida i sud-est de Geòrgia, part del sistema de missions.
  - Utina - Vivien al llarg del mig riu St. Johns.
  - Yufera - Vivien al sud-est de Georgia, part del sistema de missions. Els supervivents dels atacs dels anglesos i els seus aliats indis podrien haver estat recol·locats a Florida.
  - Yustaga - Vivien al centre-nord Florida, part del sistema de missions.
- Tocaste - Vila vora el llac Tsala Apopka, travessats per l'expedició de De Soto.[40]
- Tocobaga - Cacicat de la badia de Tampa. Els espanyols van intentar-hi infructuosament establir una missió.
- Uzita - Cacicat al cantó sud de la badia de Tampa durant el temps de l'expedició de De Soto, desapareguda en la dècada de 1560.
- Vicela - Vila vora el riu Withlacoochee al nord de Luca, travessats per l'expedició de De Soto.[40]
- Viscaynos - Nom donat pels espanyols als indis que vivien al veïnatge de Key Biscayne (Cayo Viscainos) en el segle xvii.

### Seglexviiiixix
Des del començament del segle xviii diversos grups de nadius americans, principalment Muscogee (anomenats creeks pels anglesos) de nord de l'actual Florida, es van traslladar a l'actual estat. Els migrants creek incloïen parlants hitchiti i mikasuki. Hi havia també alguns migrants no creeks, yamasee i yuchis. Una sèrie de guerres amb els Estats Units va donar lloc a la deportació de la major part dels indis a Oklahoma i la fusió de la resta per etnogènesi en les actuals tribus seminola i miccosukee de Florida.

### Segles XX i XXI
Les úniques tribus reconegudes federalment a Florida són
- Miccosukee - Una de les dues tribus que van sorgir per l'etnogènesi de les migracions a Florida i les guerres amb els Estats Units.
- Seminola - Una de les dues tribus que van sorgir per la etnogénesis de les migracions a la Florida i les guerres amb els Estats Units.

L'Estat de la Florida no reconeix cap tribu que no han estat reconeguda pel govern federal.
En 2014, hi havia 4.000 nadius seminoles i miccosukee, que viuen a les reserves de Tampa, Immokalee, Hollywood, Fort Pierce, Brighton, i Clewiston. Mentre que els ingressos dels casinos legals són de 100.000 dòlars o més per capita per als membres tribals, això sovint ha produït canvis negatius en l'estil de vida. Si eren prims i musculosos al segle xix, l'adopció de la forma de vida occidental ha donat lloc a un augment substancial de la diabetis, malalties del cor, obesitat i altres problemes de salut en el segle XX i després.